# Carl Wiktor Andrén
Carl Wiktor Andrén (även C.W. Andrén och Karl Viktor Andrén), född 5 september 1877 i Skinnskattebergs socken, död 24 februari 1944 i Stockholm, var en svensk ingenjör och byggmästare. Han var mellan 1924 och 1933 verkställande direktör i fastighetsbolaget Hufvudstaden.

## Biografi

### Byggmästaren
Andrén hörde till de talrika hantverkare som under slutet av 1800-talet och kring sekelskiftet 1900 kom från landsbygden till Stockholm för att dra nytta av den intensiva byggverksamheten i huvudstaden. Så ägnade han sig till en början åt produktionen av bostadshus i Stockholm. Han uppträdde även som byggherre, det vill säga att han köpte attraktiva tomter, bebyggde dem och sålde sedan. Andréns mest aktiva period som byggmästare låg efter 1910.
I Lärkstaden var han både byggherre och byggmästare för fastigheten Piplärkan 5 samt byggmästare för Piplärkan 6, båda tillkomna mellan 1910 och 1912. Som byggherre och byggmästare arbetade han ofta ihop med arkitektkontoret Hagström & Ekman.
Bland övriga byggarbeten kan nämnas:
- Grönlandet Södra 11 och 12 vid Drottninggatan 94 / Wallingatan 5 från 1911 och tidigare Centralvaruhuset.[2]
- Kulsprutan 1 vid Drottningholmsvägen 19-21 som han byggde 1910 i kooperation med byggmästaren Anders Baecklund[3]
- Smeden 3 vid Kungstensgatan 12A från 1913.[4]
- Landbyska verket 8 och 9 vid Engelbrektsplan 2 från 1915.[5]
- Skandia-Teatern vid Drottninggatan 82, från 1924 med Filmindustri AB Skandia som beställare och Gunnar Asplund som arkitekt.[6]

Uppförda byggnader (urval)
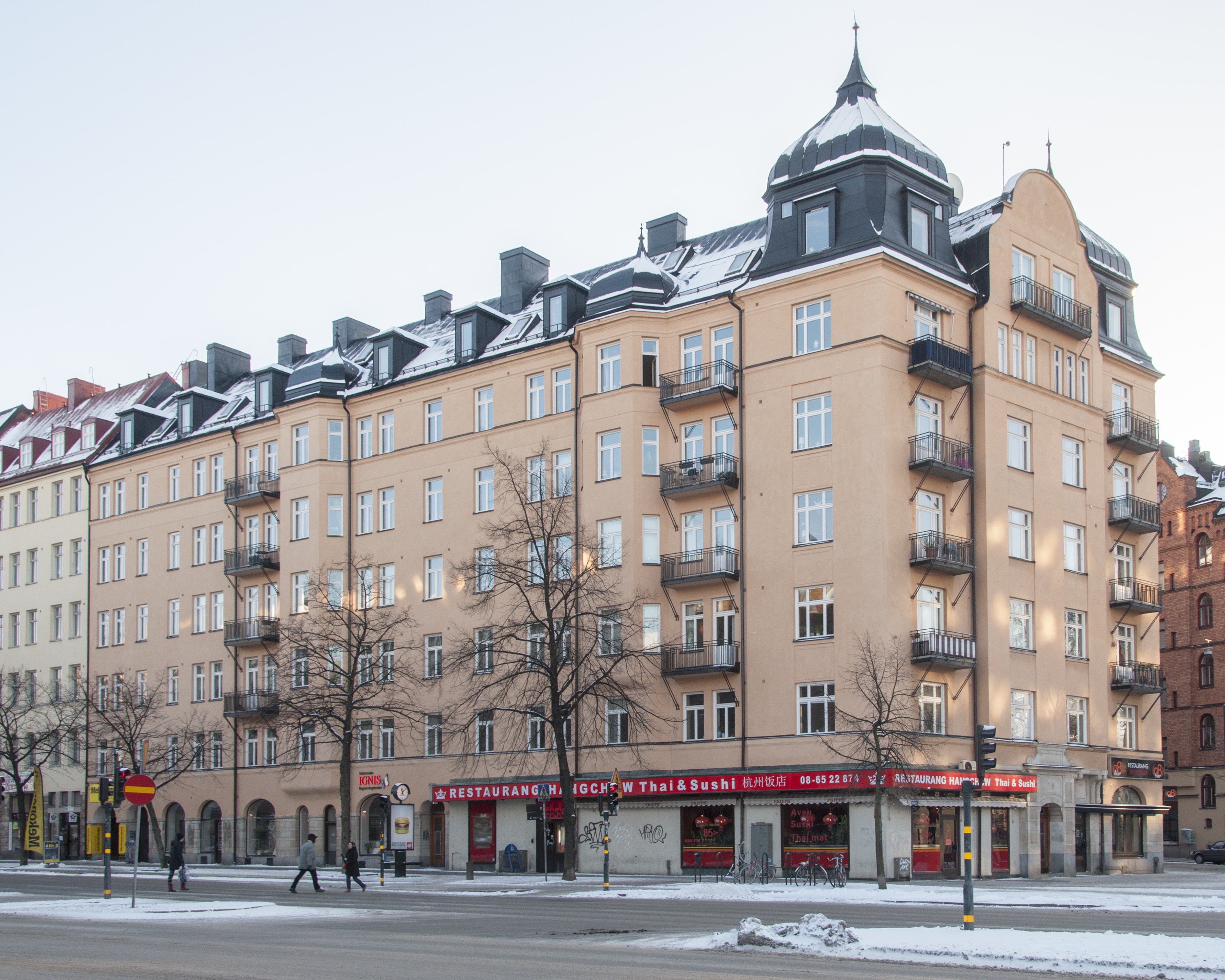
Kulsprutan 1 (1910).
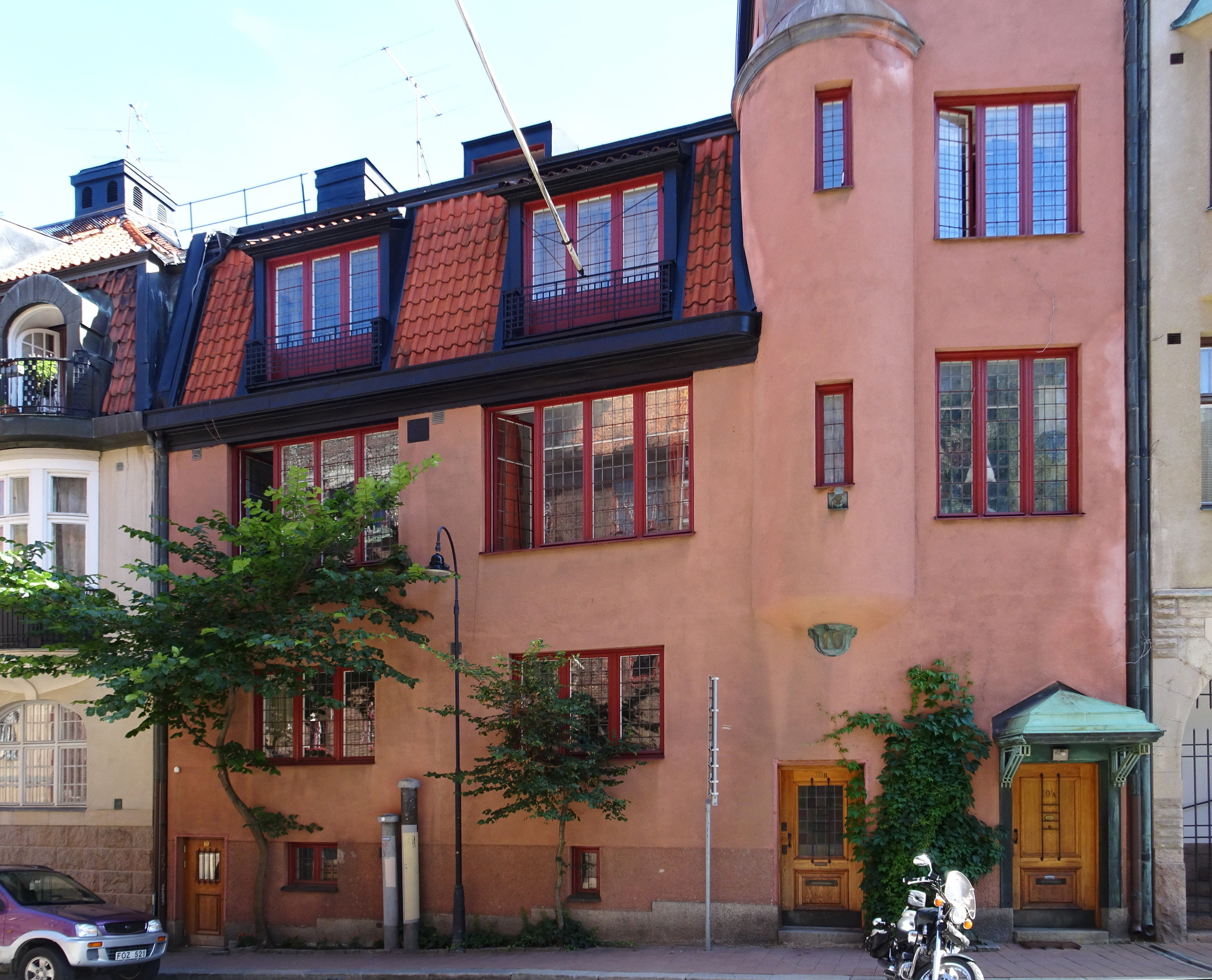
Piplärkan 5 (1912).
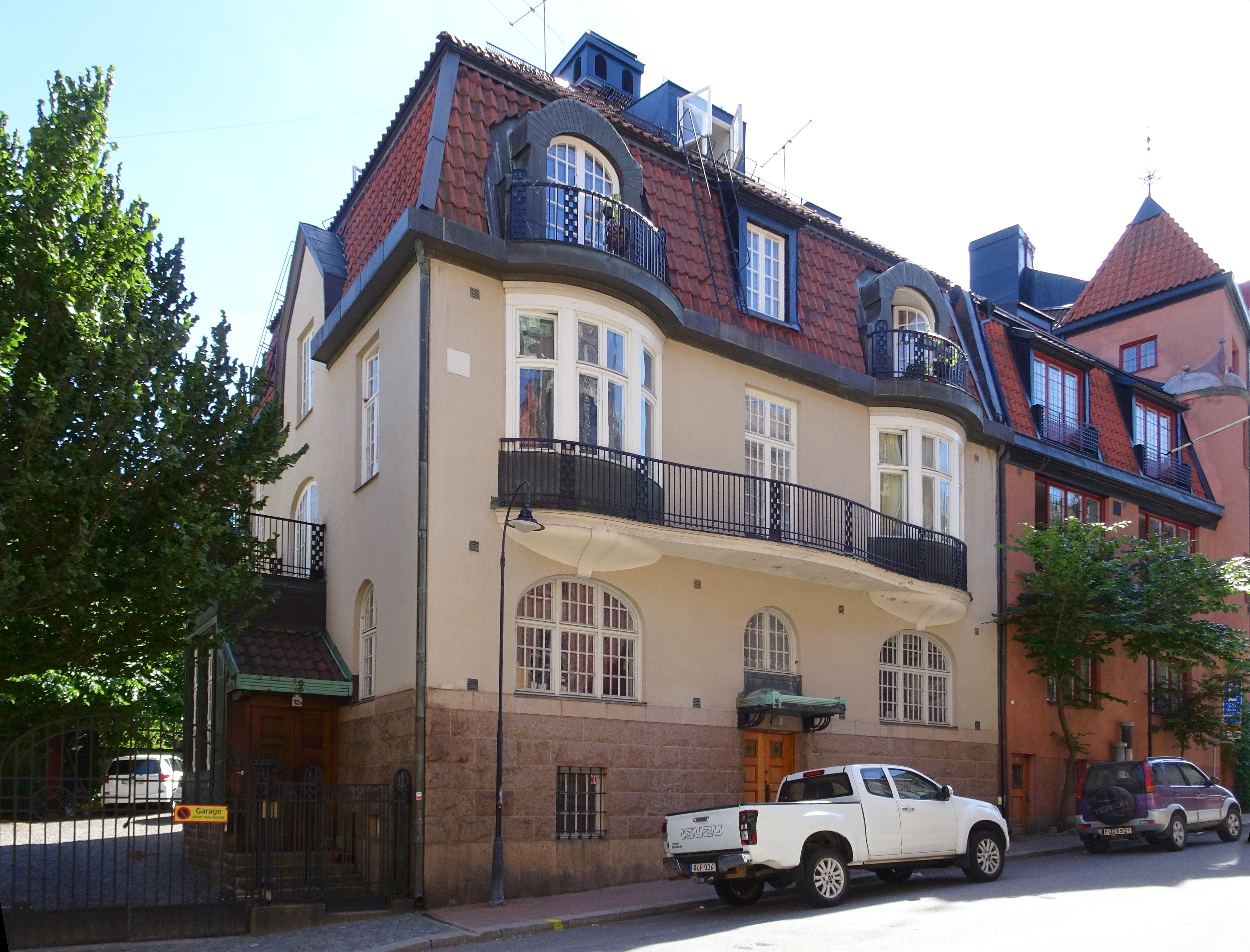
Piplärkan 6 (1912).
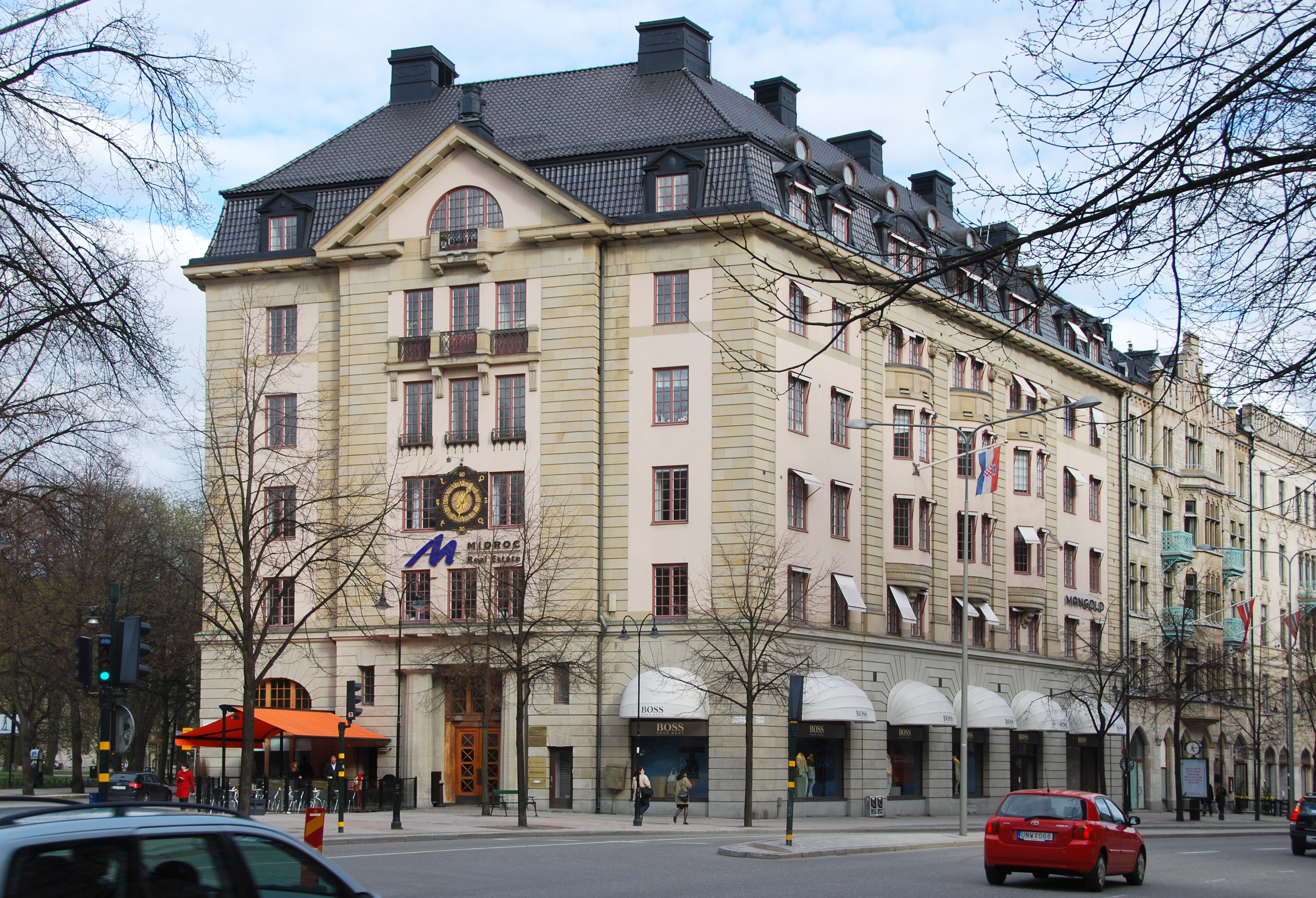
Landbyska verket 8 och 9 (1915).

### Fastighetsdirektören
Andrén var under 25 år anställd vid fastighetsbolaget Hufvudstaden, ett bolag inom Kreugerkoncernen. År 1923 rekryterades han som verkställande direktör till bolaget när man tillsatte en ”mer professionell” företagsledning. Han verkar dock mest ha blivit omskriven på grund av att han åtalades för vårdslöshet mot borgenärer i samband med Kreugerkraschen 1932, men blev frikänd.

### Privatliv
Enligt folkräkningen från år 1910 tituleras han byggmästare och bodde med hustru Anna (född 1877) samt barnen Anna Lisa (född 1906) och Karin (född 1908) i fastigheten Vakteln 2 vid Danderydsgatan 24. Senare omnämns han som ägare till egendomen Sandviks gård i Järfälla socken som han innehade under 10 år. Han fann sin sista vila på Skogskyrkogården där han jordfästes i Heliga korsets kapell den 29 februari 1944.